# Lijst van spelers van het Hondurese voetbalelftal
Deze lijst van spelers van het Hondurees voetbalelftal geeft een overzicht van alle voetballers die minimaal vijftig interlands achter hun naam hebben staan voor Honduras. Vetgezette spelers zijn in 2024 nog uitgekomen voor de nationale selectie.

## Overzicht
- Bijgewerkt tot en met de interland tegen  Mexico op 20 november 2024.

| Naam speler            | Interlands | Goals | Debuut | Laatst |
| ---------------------- | ---------- | ----- | ------ | ------ |
| Maynor Figueroa        | 175        | 5     | 2003   | 2022   |
| Amado Guevara          | 138        | 27    | 1994   | 2010   |
| Noel Valladares        | 135        | 0     | 2000   | 2016   |
| Óscar Boniek García    | 134        | 3     | 2005   | 2021   |
| Emilio Izaguirre       | 110        | 5     | 2007   | 2020   |
| Carlos Pavón           | 101        | 57    | 1993   | 2010   |
| Wilson Palacios        | 97         | 5     | 2003   | 2014   |
| Victor Bernardez       | 86         | 4     | 2004   | 2014   |
| Milton Núñez           | 86         | 34    | 1994   | 2008   |
| Danilo Turcios         | 86         | 7     | 1999   | 2010   |
| Jorge Claros           | 84         | 3     | 2006   | 2018   |
| Julio César de León    | 83         | 14    | 1999   | 2011   |
| Iván Guerrero          | 83         | 4     | 1999   | 2010   |
| Carlo Costly           | 78         | 32    | 2007   | 2017   |
| Samuel Caballero       | 71         | 11    | 1998   | 2008   |
| Mario Roberto Martínez | 71         | 5     | 2010   | 2018   |
| Bryan Acosta           | 69         | 2     | 2014   | 2024   |
| Jerry Bengtson         | 69         | 23    | 2010   | 2024   |
| Brayan Beckeles        | 66         | 1     | 2010   | 2019   |
| Emil Martínez          | 66         | 3     | 2002   | 2011   |
| Alberth Elis           | 64         | 13    | 2014   | 2023   |
| Donis Escober          | 64         | 0     | 2002   | 2018   |
| Wilmer Cruz            | 63         | 0     | 1991   | 2000   |
| Alexander López        | 63         | 7     | 2010   | 2024   |
| Romell Quioto          | 63         | 13    | 2012   | 2023   |
| David Suazo            | 58         | 17    | 1998   | 2012   |
| Luis López             | 57         | 0     | 2015   | 2024   |
| Alfredo Mejía          | 56         | 1     | 2011   | 2022   |
| Edgar Álvarez          | 55         | 3     | 2001   | 2014   |
| Osman Chávez           | 55         | 0     | 2008   | 2014   |
| Anthony Lozano         | 55         | 0     | 2011   | 2024   |
| Andy Nájar             | 55         | 5     | 2011   | 2024   |
| Sergio Mendoza         | 54         | 1     | 2002   | 2010   |
| Ninrod Medina          | 53         | 0     | 1995   | 2004   |
| Hendry Thomas          | 53         | 2     | 2005   | 2011   |
| Roger Espinoza         | 52         | 4     | 2009   | 2017   |
| José Luis Pineda       | 52         | 4     | 1996   | 2004   |
| Nicolas Suazo          | 51         | 27    | 1991   | 1998   |
| Arnold Cruz            | 50         | 3     | 1992   | 2003   |
| Walter Martínez        | 50         | 12    | 2002   | 2011   |

Hondurese voetbalbond · A-internationals · Selecties · Bondscoaches · Hondurees vrouwenelftal · Olympisch elftal · Honduras U21 · Honduras U19 · Honduras U17
1920 – 1959 ·
1960 – 1969 ·
1970 – 1979 ·
1980 – 1989 ·
1990 – 1999 ·
2000 – 2009 ·
2010 – 2019 ·
2020 − 2029
CGC 2021
CA 2001
WK 1982 · 
WK 2010 · 
WK 2014
OS 2000 · 
OS 2008 · 
OS 2012 ·
OS 2016 ·
OS 2020
1921 · 
1922–1929 · 
1930 · 
1931–1934 · 
1935 · 
1936–1945 · 
1946 · 
1947–1949 · 
1950 · 
1951–1952 · 
1953 · 
1954 · 
1955 · 
1956 · 
1957 · 
1958–1959 · 
1960 · 
1961 · 
1962 · 
1963 · 
1964 · 
1965 · 
1966 · 
1967 · 
1968 · 
1969 · 
1970 · 
1971 · 
1972 · 
1973 · 
1974 · 
1975 · 
1976 · 
1977 · 
1978 · 
1979 · 
1980 · 
1981 · 
1982 · 
1983 · 
1984 · 
1985 · 
1986 · 
1987 · 
1988 · 
1989–1990 · 
1991 · 
1992 · 
1993 · 
1994 · 
1995 · 
1996 · 
1997 · 
1998 · 
1999 · 
2000 · 
2001 · 
2002 · 
2003 · 
2004 · 
2005 · 
2006 · 
2007 · 
2008 · 
2009 · 
2010 · 
2011 · 
2012 · 
2013 · 
2014 · 
2015 · 
2016 ·
2017 ·
2018 ·
2019 ·
2020 ·
2021 ·
2022 ·
2023 ·
2024
Argentinië ·
Australië ·
Azerbeidzjan ·
Belize ·
Bermuda ·
Bolivia ·
Brazilië ·
Canada ·
Chili ·
China ·
Colombia ·
Costa Rica ·
Cuba ·
Curaçao ·
Denemarken ·
Ecuador ·
El Salvador ·
Engeland ·
Finland ·
Frankrijk ·
Grenada ·
Griekenland ·
Guatemala ·
Haïti ·
IJsland ·
Israël ·
Jamaica ·
Japan ·
Joegoslavië ·
Letland · 
Mexico ·
Nederlandse Antillen ·
Nicaragua ·
Nieuw-Zeeland ·
Noord-Ierland · 
Noorwegen ·
Panama ·
Paraguay ·
Peru ·
Puerto Rico ·
Qatar ·
Roemenië ·
Saint Vincent en de Grenadines ·
Saoedi-Arabië ·
Servië ·
Slovenië ·
Spanje ·
Suriname ·
Trinidad en Tobago ·
Turkije ·
Uruguay ·
Venezuela ·
Verenigde Arabische Emiraten ·
Verenigde Staten ·
Wit-Rusland ·
Zambia ·
Zuid-Afrika ·
Zuid-Korea ·
Zwitserland
Chili (2010) ·
Ecuador (2014) ·
Frankrijk (2014) ·
Spanje (2010) ·
Zwitserland (2010) · 
Zwitserland (2014)